# Parc quasi national de Tsurugisan
Le parc quasi national de Tsurugisan (剣山国定公園, Tsurugisan Kokutei Kōen) est un parc quasi national situé dans les préfectures de Tokushima et de Kōchi au Japon. Créé le 3 mars 1964, il s'étend sur 209,61 km2.